# Ричвил (Минесота)
Ричвил (енгл. Richville) град је у америчкој савезној држави Минесота.

## Демографија
По попису из 2010. године број становника је 96, што је 28 (-22,6%) становника мање него 2000. године.
| Група             | 2000.       | 2010.      |
| Белци             | 123 (99,2%) | 93 (96,9%) |
| Афроамериканци    | 0 (0,0%)    | 0 (0,0%)   |
| Азијати           | 0 (0,0%)    | 0 (0,0%)   |
| Хиспаноамериканци | 1 (0,8%)    | 1 (1,0%)   |
| Укупно            | 124         | 96         |